# Albert von Hohenberg
Albert von Hohenberg (né vers 1303 à Rottenburg am Neckar, mort le 25 avril 1359 à Stein am Rhein) fut évêque de Frisingue et évêque de Wurtzbourg.

## Biographie
Son père est le comte Robert von Hohenberg et sa première épouse, Agnes von Werdenberg (de).
Destiné à une carrière ecclésiastique, il fréquente l'école de la cathédrale de Constance, où il devient chanoine. Pour approfondir ses études de théologie et de droit, il va à la Sorbonne à Paris où, après son diplôme, il devient professeur de droit religieux. Comme les Hohenberg sont proches des Habsbourg et son père est un partisan de Louis IV du Saint-Empire, il a effectivement une bonne chance de devenir évêque du diocèse de Constance. Lors de l'élection de 1333, Nikolaus von Frauenfeld est élu grâce au soutien du pape. Son père essaie l'année suivante de l'installer dans la résidence de Meersburg, en vain.
Pour le récompenser, Louis IV le nomme chancelier de la cour. En 1338 et 1340, il participe à la persécution des Juifs. Il fait des missions diplomatiques à Rome, en France et en Angleterre. Il convainc Pierre Roger de devenir le pape Clément VI. Grâce à un réseau d'influence, Albert von Hohenberg devient aussi évêque de Wurtzbourg. Contrairement à ce que Lorenz Fries (de) affirme, il semble qu'il ne fût jamais venu à Wurtzbourg.
Finalement la papauté lui accorde l'évêché de Freising en 1349 en dépit du chapitre. Il est consacré à Brugg en présence d'Agnès de Habsbourg et d'Albert II d'Autriche. En sa qualité de comte de Hohenberg, Albert aide le duc à étouffer la révolte de Zurich. Après l'assassinat de l'évêque Johann Windlock le 21 janvier 1356, il tente de nouveau de remporter le siège épiscopal de Constance. Lors de l'élection le 3 février 1356, le chapitre lui donne trois voix face à Ulrich von Friedingen qui est élu. Le pape Innocent VI nomme finalement Heinrich von Brandis. Albert place ailleurs son ambition.
Dans son diocèse de Frisingue, il améliore la condition économique par la vente de nombreux biens et le soutien de la papauté et le retour des Habsbourg avec qui il s'est réconcilié.
Il confie de nombreuses paroisses à des monastères pour une meilleure prise en charge des fidèles. Albert reçoit avant son ordination épiscopale la promesse verbale du retrait de l'excommunication par le pape Clément VI pour les abbés et chanoines de Frisingue. L'évêque élu par le chapitre en 1342 Leutold von Schaunberg revient en 1350 puis part en exil à Vienne, où il meurt en 1356. Les excommuniés voient leur peine levée le 19 juin 1351.
Pendant son épiscopat, il est le premier à faire de Sigismond le patron de son évêché. Ses reliques sont apportées de Prague par l'empereur Charles IV en 1354.
Comme les comtes de Hohenberg, il se fait enterrer à l'abbaye Saint-Maurice de Rottenburg. Un grand monument funéraire gothique le représente avec des ornements épiscopaux.